# Hicham Mesbahi
Hicham Mesbahi (født 4. december 1980 i Casablanca) er en marrokansk amatørbokser, som konkurrerer i vægtklassen bantamvægt. Mesbahi har ingen større internationale resultater, og fik sin olympiske debut da han repræsenterede Marokko under Sommer-OL 2000, hvor han røg ud i anden runde. Det samme gjorde han da han repræsenterede Marokko under Sommer-OL 2004 i Athen, Grækenland. Han repræsenterede også Marokko under Sommer-OL 2008, hvor han blev slået ud i første runde af Khumiso Ikgopoleng fra Botswana i samme vægtklasse. Han vandt også afrikamesterskabet i boksning i 2002.